# Andraegoidus laticollis
Andraegoidus laticollis là một loài bọ cánh cứng trong họ Cerambycidae.